# حديقة تشلينوز
حديقة تشيلنجوز الطبيعية (بالتركية: Çilingoz Nature Park) هي حديقة تقع في منطقة شطالجا بمقاطعة إسطنبول، تركيا.
الحديقة موجودة في مدينة بنكليتش في شطالجا، شمال غرب إسطنبول على ساحل البحر الأسود، وتغطي مساحة 17.75 هكتار (43.9 فدانًا). تم تأسيسها في عام 2011. تم إعلان المنطقة التي تضم المنتزه الطبيعي منطقة لحماية الحياة البرية لنباتاتها وحيواناتها الغنية في عام 2005. لذلك، يُمنع الصيد باستمرار في المنطقة.
يقع المنتزه الطبيعي على خليج يضم مزيجًا من الشاطئ والغابة والبحيرة والريدي. يبلغ طول المنتزه 1200 متر (3900 قدم) وعرضه 80 مترًا مع الرمال الناعمة في الشمال.
يتدفق خور سيلنغوز باتجاه الشمال إلى البحر الأسود. توفر الحديقة الطبيعية أنشطة ترفيهية في الهواء الطلق مثل التخييم والصيد والمشي لمسافات طويلة والتنزه للزوار.
وهناك في المنتزه مطعم يخدم الزوار. تتوفر 60 خيمة للإيجار. يستمر موسم التخييم حتى منتصف سبتمبر. يوجد موقف لسيارات المعيشة. الأكواخ الخشبية الـ 30 الموجودة في منطقة المنتزه مخصصة لاستخدام موظفي إدارة الغابات، ولا يمكن للزوار استئجارها. أقرب فرصة إقامة مريحة متاحة في ياليكوي.

## صور

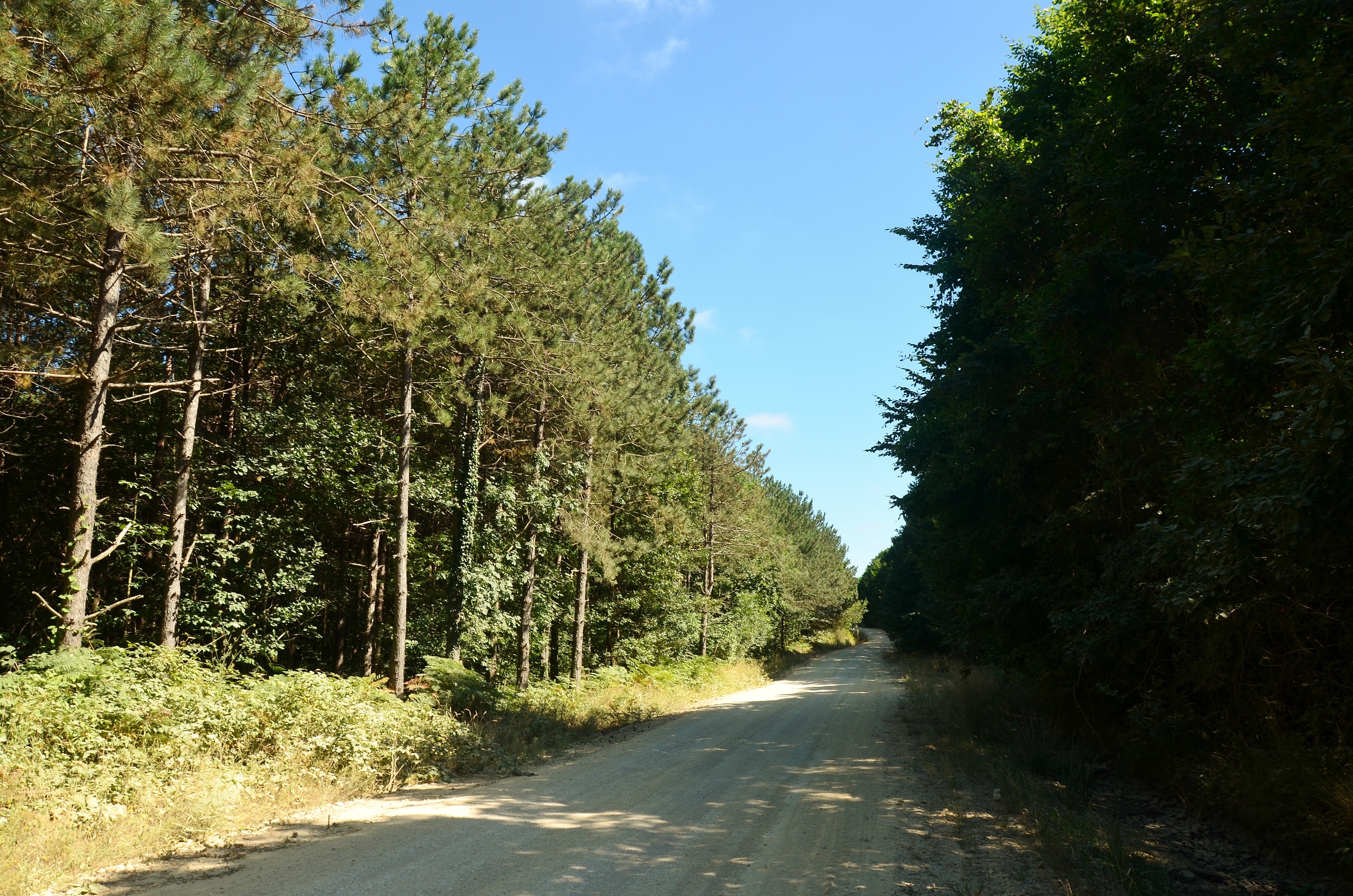
الأشجار في الحديقة
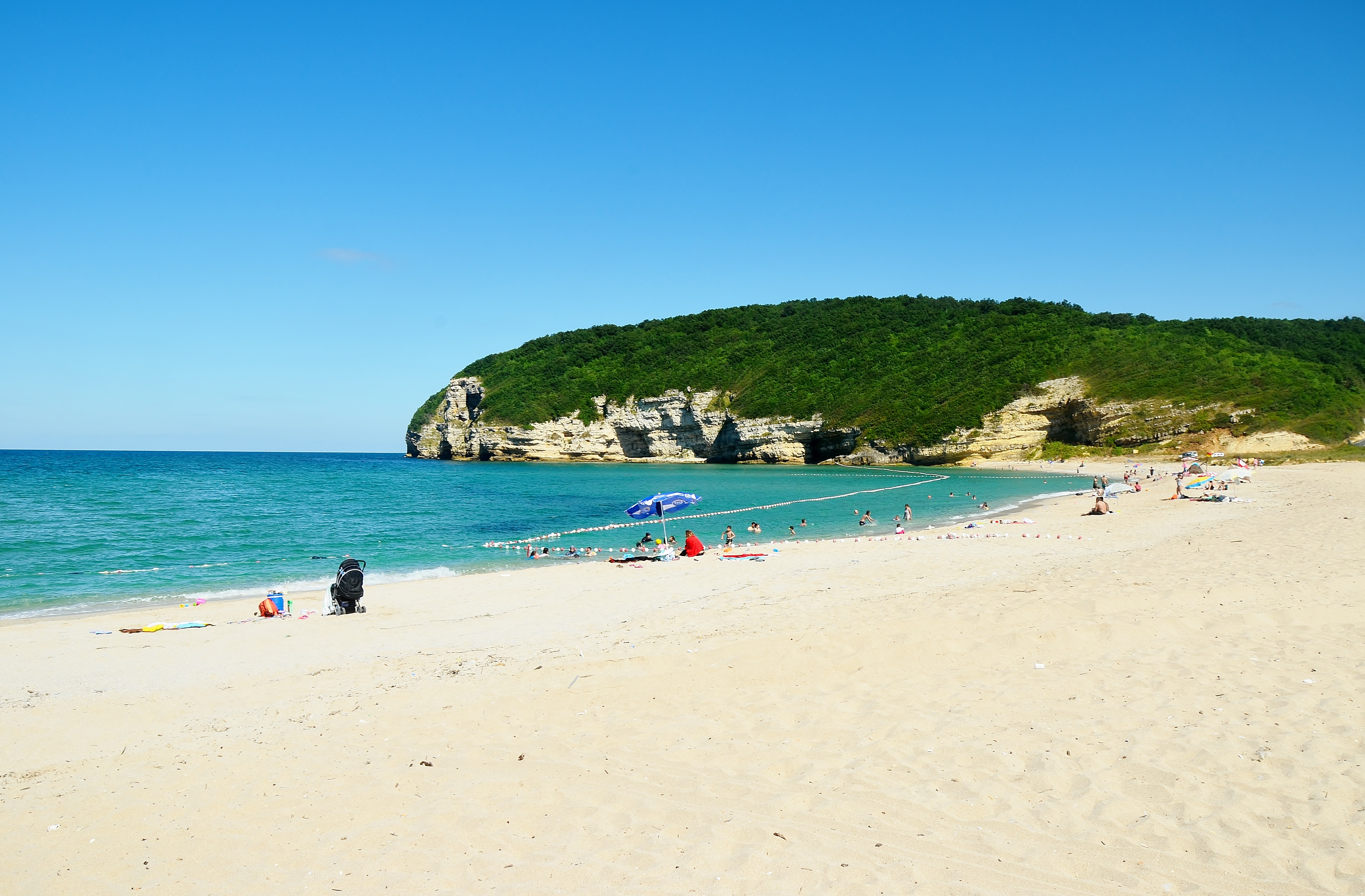
الشاطيء في المتنزه
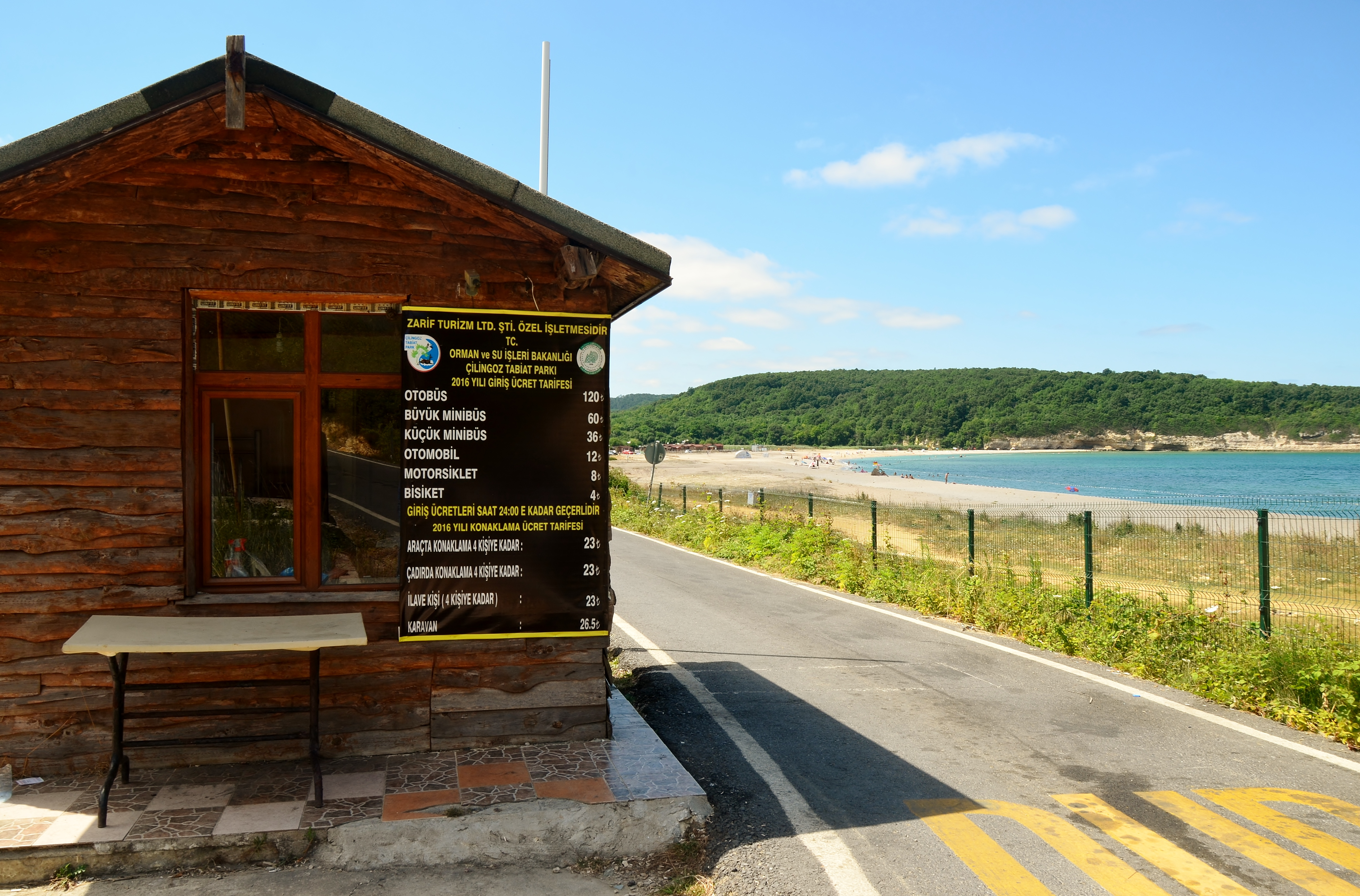
قائمة رسوم الدخول عند المدخل الشرقي.